# Claës Lundin
Claës Johan Lundin, född 12 november 1825 i Stockholm, död där 14 september 1908, var en svensk journalist och författare. Pseudonym: Thora B. Signatur: C. L.

## Biografi
Lundin blev student vid Uppsala universitet 1844 och avlade 1847 kameralexamen men blev 1858 journalist. Han var även verksam som affärsman i Hamburg och Göteborg 1854–1858  och åren 1859–1866 tillbringade han som korrespondent i Paris.
Lundin arbetade bland annat på Göteborgs Handels- och Sjöfartstidning, Nya Dagligt Allehanda, Ny Illustrerad Tidning och Aftonbladet. 
1905 anställdes han vid Stockholms Dagblad, där han blev en populär litteraturkritiker och kåsör. Han var vida berest och utgav ett flertal reseskildringar. Han skrev även science fiction-romanen Oxygen och Aromasia.

### Skönlitteratur
- Valda berättelser. 1. Stockholm: Beijer. 1876. Libris 1598608
- Oxygen och Aromasia : bilder från år 2378 : efter en främmande idé. Stockholm: Seligmann. 1878. Libris 10233682. https://runeberg.org/oxygen/
  -  Ny upplaga med bearbetning och inledning av Sam J. Lundwall. Stockholm: Lindqvist. 1974. Libris 7600921. ISBN 91-7090-103-1 - Ny utgåva 1994.
- Gamla kort : bilder ur verkligheten. Stockholm: Seligmann. 1879. Libris 1598605
- Alina Frank : ur en skådespelerskas lif ; Bland bränningar ; Röda fanan. Stockholm: Geber. 1887. Libris 21892834. http://hdl.handle.net/2077/54358
- Stockholmstyper förr och nu. Stockholm: Skoglund. 1889. Libris 21562194. http://hdl.handle.net/2077/53767
- Tidsbilder ur Stockholmslifvet. Stockholm: Beckman. 1895. Libris 22550333. http://hdl.handle.net/2077/56351

### Varia
- Minnen från en resa i Sverige: Stockholm och stockholmarne. 1. Stockholm: Lamm. 1869. Libris 423909
- Paris i våra dagar: skizz i 16 bref. Stockholm: S. Flodin. 1869. Libris 1554214
- I Hamburg: en gammal bokhållares minnen. Stockholm: Flodin. 1871. Libris 1582924
- Ströftåg här och der i Sverige. Stockholm: Centraltr. 1875. Libris 1582925
- I Tyskland: Minnen från en resa 1876-1877. Stockholm: F. & G. Beijer. 1877. Libris 1598606
- Wilhelmina Hierta.. Stockholm. 1878. Libris 2881295
- Från Stockholms synkrets: spridda intryck. Stockholm. 1880. Libris 243461
- Gamla Stockholm: anteckningar ur tryckta och otryckta källor. Stockholm: Seligmann. 1882. Libris 392418 - Tillsammans med August Strindberg.
  -  Ny upplaga efterskrift av Mats Rehnberg. Stockholm: Gidlund i samarbete med Inst. för folklivsforskning vid Nordiska museet och Stockholms univ. 1976. Libris 7591015. ISBN 91-7021-073-X - Ny utgåva 1983.
- Bortom Alperna: reseskildringar 1883. Stockholm: Adolf Bonnier. 1883. Libris 1598604
- ”Kommunismen vid Järntorget: Stockholmsminne från 1840-talet”. Nornan : svensk kalender 1884,:  sid. 64-82. 1884. https://runeberg.org/nornan/1884/0075.html. Libris 11335640
- Nya Stockholm: dess yttre och inre förhållanden; dess olika folkklasser, typer och personligheter; dess kyrkor och bönesalar, vetenskapsmän och konstnärer; dess värdshus, skådebanor och kaserner, föreningar och arbetaresamfund; dess tidningar och literära kretsar; dess sällskapslif, förlustelser och idrotter till lands och vatten under 1880-talet. Stockholm: Gebers. 1887-1890. Libris 10617609. https://stockholmskallan.stockholm.se/post/9150
  -  Ny upplaga. Stockholm: Bonnier. 1969. Libris 60094
  -  Ny upplaga. Stockholm: Gidlund. 1987. Libris 7668479. ISBN 91-7844-092-0
- Skansen: [Sthlm]. Ny utvidgning af Nordiska museets område. Aftryck ur Stockholms dagblad. [Undert.: C.L.]. Stockholm. 1891. Libris 3056776
- Stockholmska sommarnöjen förr och nu: 1844-1894. [Stockholm]: [E. Elinder]. 1974[1894]. Libris 1781599 - Faksimil av uppsats Svea 1894.
- Saltsjöbaden: uppkomst och utveckling, nutid och framtid : vägledning för besökande : med 34 illustr.. Stockholm: Tullberg. 1896. Libris 1644876
  -  Ny upplaga. Saltsjöbaden: Saltsjöbadens hembygdsfören. 1981. Libris 302158
- Gamla Minnen af en boklådsvän. Stockholm: Förf. 1898. Libris 1663431 - Utgiven anonymt.
- Ett slagsmål på Stortorget: Stockholmsbild från 1730-talet. [Stockholm]: Förf. 1898. Libris 1644875
- Sällskapet 1800-1900: historisk skildring. Stockholm: Sällsk. 1900. Libris 88240
- En gammal stockholmares minnen. Stockholm: Geber. 1904-1905. Libris 1205771
- En Stockholmspromenad på 1880-talet. Stockholm: Natur och kultur. 1963. Libris 1781609 - med inledning av Per Anders Fogelström. Ur författarens Nya Stockholm.
- Huru man bygger och bor i Stockholm: byggmästarnas Stockholm för 100 år sedan. Stockholm: Murmestare embetet i Stockholm. 1989. Libris 7678428. ISBN 91-7970-671-1 - Huvudtexten ur Nya Stockholm. Inledning och bildtexter av Staffan Nilsson.